# Walter Darnehl
Walter Darnehl (* 11. Dezember 1924) ist ein ehemaliger deutscher Fußballspieler. Für den VfB Pankow bzw. die BSG Einheit Pankow spielte von 1950 bis 1952 Erstligafußball in der DDR.

## Sportliche Laufbahn
Walter Darnehl gehörte zu den ersten Fußballspielern, die nach dem Ende des Zweiten Weltkrieges den Fußballbetrieb in Berlin wieder in Gang setzten. Dies geschah in Sportgemeinschaften bzw. Sportgruppen (SG). Darnehl schloss sich zunächst der SG Pankow-Nord an und spielte ab 1948/49 für die SG Nord, mit der er in der ersten Saison in die Berliner Stadtliga aufstieg. Die SG gründete sich zur Spielzeit 1949/50 in den VfL Nord Berlin um, stieg aber umgehend mit Darnehl als Stürmer wieder aus der Stadtliga ab.
Als 1950 der Verband Berliner Ballspielvereine das Vertragsspielersystem einführte, nahm dies die Sportführung der DDR zum Anlass, ihre Fußballmannschaften aus dem Gesamt-Berliner Spielbetrieb herauszulösen und in das DDR-Ligensystem einzugliedern. Dies betraf auch den VfB Pankow, der zur Saison 1950/51 in der höchsten DDR-Fußball-Liga, der DS-Oberliga, anzutreten hatte. Da mehrere VfB-Spieler diesen Wechsel verweigerten, mussten etliche neue Spieler angeworben werden, unter ihnen befand sich auch Walter Darnehl.
Dem VfB war es jedoch nicht gelungen, eine erstligataugliche Mannschaft zusammenzustellen, denn in 34 Punktspielen gelangen nur zwei Siege, und am Saisonende 1950/51 wies die Mannschaft als Tabellenletzter ein Torverhältnis von 29:131 auf. Darnehl war in 23 Punktspielen aufgeboten worden und hatte nur ein Tor erzielt. Nach dem Saisonende übernahm die Betriebssportgemeinschaft (BSG) Einheit Pankow einen Großteil der VfB-Fußballmannschaft. Obwohl der VfB aus der Oberliga abgestiegen war, wurde die BSG Einheit ohne sportliche Qualifikation als zusätzlicher Teilnehmer in die DS-Oberliga der Saison 1951/52 eingegliedert. Darnehl war erneut mit im Aufgebot, konnte jedoch nur bis zum November 1951 elf Punktspiele bestreiten. Er wurde zunächst als Abwehrspieler eingesetzt, ehe er vom fünften Spieltag an wieder seine gewohnte Position im Angriff einnehmen konnte. Zu einem Torerfolg reichte es nicht. Durch seinen Ausfall verpasste Darnehl auch die Teilnahme am Endspiel um den DDR-Fußballpokal, das die BSG Einheit gegen Dynamo Dresden mit 0:3 verlor.
Trotz der Pokalfinalteilnahme absolvierte Einheit Pankow eine ähnlich schlechte Punktspielsaison wie der Vorgänger VfB. Mit nur fünf Siegen und dem Torverhältnis von 38:94 belegte die BSG ebenfalls den letzten Tabellenplatz. In der Spielzeit 1952/53 wurde Einheit Pankow durch die DDR-Liga durchgereicht. Darnehl war weiterhin dabei und spielte mit der Mannschaft auch noch 1953/54 in der drittklassigen Bezirksliga. Dort war er bereits 30 Jahre alt und kehrte nicht mehr in den höherklassigen Fußball zurück.